# Волемитол
Волемитол — природный семиуглеродный сахарный спирт. Этот спирт входит в состав клеток растений, красных водорослей, грибов, мхов и лишайников. Он также был обнаружен в липополисахаридах E.coli. В некоторых высших растениях, таких как примула, волемитол играет несколько важных физиологических ролей. Он функционирует как фотосинтетический продукт, переносится по флоэме в запасающие органы.

## Применение
Волемитол используется в качестве натурального подсластителя.

## История открытия
Волемитол был впервые выделен в виде белого кристаллического вещества из гриба Lactarius volemus французским ученым Эмилем Буркело в 1889 году.